# Statue-menhir du Baissas
La statue-menhir de las Baissas ou de la Cugnassarié est une statue-menhir appartenant au groupe rouergat découverte à Le Bez, dans le département du Tarn en France.

## Généralités
La statue a été découverte en 2007 par Mme Bernot à proximité d'une crête dominant la vallée de l'Agout au nord. Elle a été gravée sur une dalle en granite d'origine locale de 2,40 m de hauteur sur 1,11 m de largeur et 0,27 m d'épaisseur.

## Description
La statue est cassée dans sa partie sommitale. C'est une statue masculine. Elle a été gravée. Elle ne comporte ni visage, ni membre supérieur qui n'ont peut-être d'ailleurs jamais existé : la position très haute du baudrier et du fourreau ne paraissent pas compatibles avec la présence des bras. Le personnage porte une ceinture avec boucle, un baudrier et un fourreau.